# Palacio Coburgo

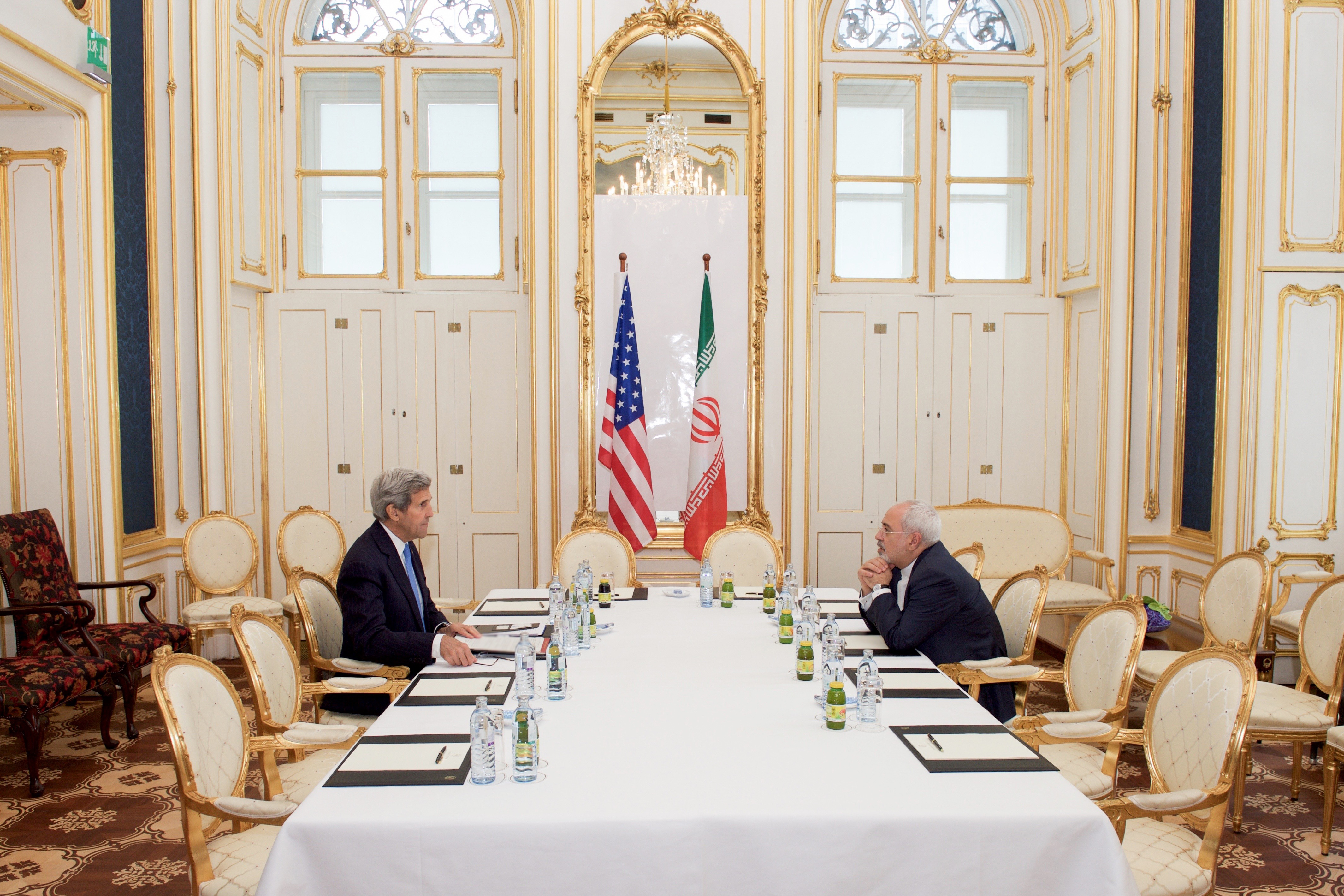
Vista del Salón Azul en el Palacio durante una reunión entre los responsables de Exteriores de EE.UU e Irán.

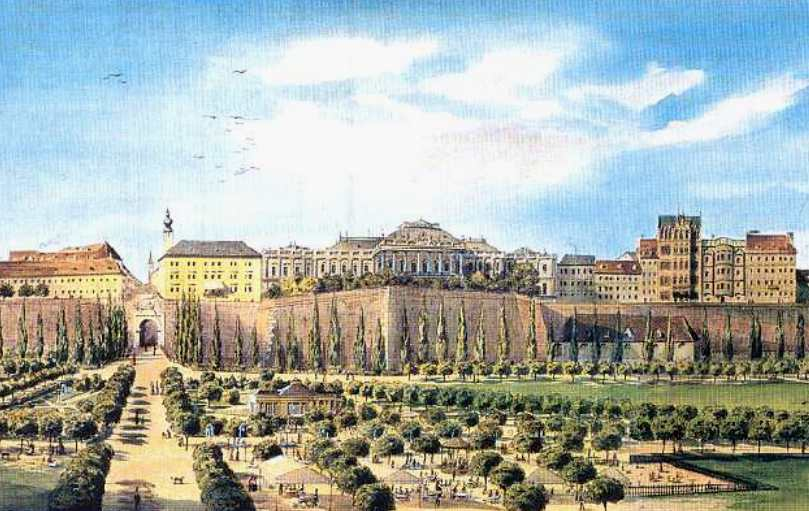
Vista del palacio, en el.

El Palacio Coburgo (en alemán: Palais Coburg), también conocido como Palais Saxe-Coburg, es un palacio en Viena, Austria. Fue propiedad de la rama Kohary de la Casa de Sajonia-Coburgo y Gotha.
El palacio Coburgo fue diseñado en 1839 por el arquitecto Karl Schleps en estilo neoclásico, y construido de 1840 a 1845 por el príncipe Fernando de Sajonia-Coburgo-Gotha encima del Braunbastei (bastión marrón), una parte de las defensas de la ciudad de Viena que datan de 1555. Es apodado el Spargelburg ("castillo de los espárragos") para su pórtico central con muchas columnas independientes.
Su último propietario privado fue Sarah Aurelia Halasz, viuda de un príncipe, que vivió allí con su familia. Los propietarios vendieron el palacio en la década de 1970 y hoy es un lujoso hotel boutique de cinco estrellas después de extensas renovaciones. El palaciego hotel cuenta con 33 suites y fue el escenario del histórico acuerdo nuclear con Irán alcanzado el 14 de julio de 2015.